# ارنست ماخ
اِرنْست والْدفرید یوزِف وِنتسِل ماخ (به آلمانی: Ernst Waldfried Josef Wenzel Mach) فیلسوف و فیزیکدان اتریشی در قرون نوزدهم و بیستم میلادی بود.

## زندگی
در توراس، زاده شد. او که در مکانیک کلاسیک، دارای تئوری‌های ارزشمندی است، در شمار پیش‌گامان نظریه آلبرت اینشتین در مورد ایجاد مکانیک نسبیتی، جای دارد و نظریات خود را در دو جلد، به نام علم مکانیک، منتشر کرد.
ماخ، کرسی تاریخ و نظریه علم استقرایی در دانشگاه وین را بر عهده داشت. کار عمده او پرورش بیشتر تجربه‌گرایی جرج بارکلی و دیوید هیوم بود.

## اندیشه
به اعتقاد ارنست ماخ، در علم، تنها باید از واژگانی استفاده شود که به صورت تجربی قابل مشاهده‌اند و نمی‌توان در نظریه‌های علمی، از واژگانی مانند میدان الکتریکی استفاده کرد. گاهی از این دیدگاه به عنوان تجربه‌گرایی خام یاد می‌شود.
نخستین فیلسوفان علم و بیشتر فیزیک‌دانان و ریاضی‌دانان متمایل به منطق و فلسفه، از ماخ، پیروی نکردند.

## مرگ
او در روز ۱۹ فوریه ۱۹۱۶ یک روز پس از تولد ۷۸ سالگی‌اش درگذشت.